# NGC 2263
NGC 2263 في الفهرس العام الجديد، هي مجرة، تقع في كوكبة الكلب الأكبر. اكتشفت في 20 يناير 1835 بواسطة جون هيرشل.

## روابط خارجية
- NGC 2263 على موقع ويكي سكاي: DSS2, SDSS, GALEX, IRAS, Hydrogen α, X-Ray, Astrophoto, Sky Map, Articles and images